# Eucalyptus pruinosa
Eucalyptus pruinosa är en myrtenväxtart som beskrevs av Johannes Conrad Schauer. Eucalyptus pruinosa ingår i släktet Eucalyptus och familjen myrtenväxter. Inga underarter finns listade i Catalogue of Life.

## Bildgalleri

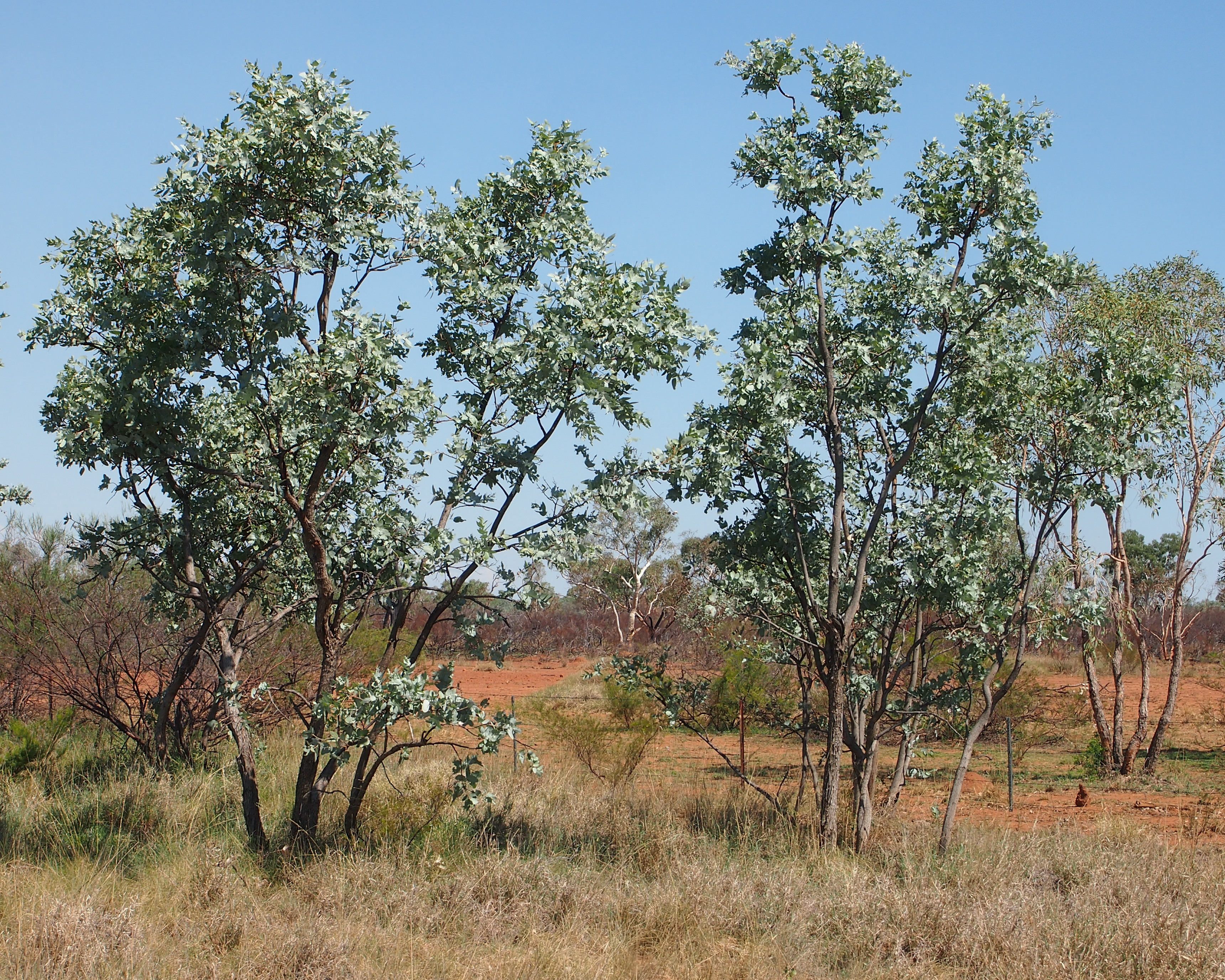